# پارک شی اون (بازیگر)
پارک شی اون (کره‌ای: 박시은؛ زادهٔ پارک اون یونگ در ۶ ژانویه ۱۹۸۰) بازیگر اهل کره جنوبی است. او نقش اصلی در مجموعه‌های تلویزیونی این عشق بود (۲۰۱۲) و دستم رو بگیر (۲۰۱۳) ایفا کرد.

## فیلم‌شناسی

### فیلم
| سال  | عنوان        | نقش |
| ---- | ------------ | --- |
| ۲۰۰۹ | داستان پاییز |     |

### مجموعه تلویزیونی
| سال  | عنوان                        | نقش                        |
| ---- | ---------------------------- | -------------------------- |
| ۱۹۹۸ | سه داستان کیم چانگ وان       |                            |
| ۱۹۹۹ | مدرسه ۱                      | چه جونگ آه                 |
| ۱۹۹۹ | جامپ                         |                            |
| ۲۰۰۰ | سرزمین وانگ رونگ             | پارک هوا جونگ              |
| ۲۰۰۰ | مرد خوب                      | لی میونگ ئه                |
| ۲۰۰۰ | دراما سیتی «زیر درخت آلبالو» |                            |
| ۲۰۰۰ | فضیلت                        | شین ئه ری                  |
| ۲۰۰۰ | بی‌وقفه                       |                            |
| ۲۰۰۰ | مادران و خواهران             | کوان بو را                 |
| ۲۰۰۱ | دوستان بزرگ - فصل ۲          |                            |
| ۲۰۰۱ | دراما سیتی «با تشکر از»      |                            |
| ۲۰۰۲ | هدیه                         | کیونگ هی                   |
| ۲۰۰۲ | عشق سخت                      | جانگ نان یونگ              |
| ۲۰۰۳ | دراما سیتی «برای بی‌خوابی»    | سول هوا                    |
| ۲۰۰۴ | Match Made in Heaven         | کیم جه سون                 |
| ۲۰۰۴ | سرزمین                       | یو این شیل                 |
| ۲۰۰۵ | دختر محبوب چون هیانگ         | هونگ چه رین                |
| ۲۰۰۶ | دکتر کانگ                    | لی هه یونگ                 |
| ۲۰۰۶ | در جستجوی دروثی              | نا کیونگ-جو                |
| ۲۰۰۹ | ملکه آهنی                    | ملکه وون‌جونگ               |
| ۲۰۱۰ | گل کدو تنبل                  | اوه سا را                  |
| ۲۰۱۱ | براوو عشقم                   | نام جی اون (حضور افتخاری)  |
| ۲۰۱۱ | درست مثل امروز               | مون هی جو                  |
| ۲۰۱۲ | بابا متاسفه                  | هه ری                      |
| ۲۰۱۲ | برای عشقم                    | کانگ میونگ جین             |
| ۲۰۱۲ | این عشق بود                  | هان یون جین                |
| ۲۰۱۳ | دستم رو بگیر                 | هان یون سو                 |
| ۲۰۱۴ | همه می‌گویند کیمچی            | هان یون جین (حضور افتخاری) |
| ۲۰۱۶ | عاشقان ماه                   | میونگ/بانو هه              |
| ۲۰۱۷ | معلم اوه سون نام             | اوه سون نام/جانگ سون وو    |
| ۲۰۱۹ | همه می‌گویند کونگ‌داری         | سونگ بو می/لی بو می        |

### موزیک ویدئو
| سال  | نام آهنگ                                           | آرتیست       |
| ---- | -------------------------------------------------- | ------------ |
| ۱۹۹۸ | «قهرمان» (Hero; 영웅)                              | چوی چانگ مین |
| ۲۰۰۷ | «اشک‌های نامرئی» (Invisible Tears; 투명한 눈물)     | ماندی کیز    |
| ۲۰۱۳ | «پرواز به سوی آسمان» (Fly to the Sky; 하늘을 날다) | سوهیانگ      |
| ۲۰۱۴ | «نقاشی کردن» (Draw; 그려본다)                      | سوک‌هی        |